# ガリポリ陥落
ガリポリ陥落（ガリポリかんらく、土: Gelibolu'nun Fethi）は、1354年3月にオスマン帝国軍がガリポリ半島とその要塞を包囲して占領した出来事である。
オスマン帝国に半世紀にわたり敗北し続けるうちに、東ローマ帝国はフィラデルフィアを除いてアナトリア半島のほとんどすべてを失陥していた。エーゲ海とマルマラ海への道が開かれ、オスマン帝国はバルカン半島南部の征服とさらに北のセルビアとハンガリーへの遠征に着手した。

## 征服
1352年から1357年までの東ローマ帝国の内戦において、東ローマ皇帝ヨハネス6世カンタクゼノスに味方したオスマン軍は、東ローマ帝国領のトラキアのほとんどを略奪し、ガリポリ付近のTzympe要塞を獲得した。1354年3月2日、地震が起こり、数百ヵ所の町村が被害を受けた。ガリポリのほぼすべての建物が壊れ、住民が都市から避難した。1ヶ月以内に、Süleyman Pashaはこの地を占領し、素早く要塞化し、アナトリア半島から住民を連れて来て居住させた。

## 余波
ヨハネス6世カンタクゼノスは都市の返還の代わりにオスマン皇帝オルハンに現金の支払いを申し出たが、拒絶された。伝えられるところでは、オスマン皇帝は武力で占領したわけではなく"アッラーから与えられた"ものを放棄することはできないと述べたとされる。住民の多くがオスマン軍が進軍して来ると信じていたので、コンスタンティノープルが大混乱に陥った。これにより、ヨハネス6世カンタクゼノスの立場が不安定になり、1354年11月に退位した。
ガリポリはオスマン帝国がヨーロッパ遠征を進める上での大きな足掛かりになった。10年も経過しないうちに、アドリアノープルを含む東ローマ帝国領のトラキアのほとんどがオスマン帝国に征服された。